# Les Frères Karamazov (film, 1969)
Pour les articles homonymes, voir Les Frères Karamazov.
Les Frères Karamazov (en russe : Братья Карамазовы) est un film soviétique réalisé par Kirill Lavrov, Ivan Pyriev et Mikhaïl Oulianov, sorti en 1969.

## Fiche technique
- Titre : Les Frères Karamazov
- Titre original : Братья Карамазовы
- Réalisation : Kirill Lavrov, Ivan Pyriev et Mikhaïl Oulianov
- Scénario : Ivan Pyriev adapté du roman Les Frères Karamazov de Dostoïevski
- Musique : Isaak Schwarz
- Directeur de la photographie : Sergueï Vronski
- Société de production : Mosfilm
- Pays d'origine : URSS
- Format : Couleurs
- Genre : drame
- Durée : 232 minutes
- Date de sortie : 1969

## Distribution
- Mikhaïl Oulianov : Dimitri
- Lionella Pyrieva : Grouchenka
- Kirill Lavrov : Ivan
- Andreï Miagkov : Aliocha
- Mark Proudkine: Fiodor Pavlovitch
- Svetlana Korkochko : Ekaterina Ivanovna
- Valentin Nikouline : Smerdiakov
- Pavel Pavlenko : Zossime
- Andreï Abrikossov : Samsonov
- Ivan Lapikov : Liagavi
- Nikita Podgorny: Rakitine
- Nikolaï Parfionov : buffetier
- Stanislav Tchekan : fils de Samsonov
- Evgueni Teterine (ru) : prêtre
- Anatoli Adoskine (ru) : Nikolai Neloudov, enquêteur
- Tamara Nossova : la fiancée de Smerdiakov